# Pál Péter Domokos
Pál Péter Domokos (n. 28 iunie 1901, Vardotfalău⁠(d), Austro-Ungaria – d. 19 februarie 1992, Budapesta, Ungaria) a fost un istoric, profesor și funcționar secui, laureat al Premiului Széchenyi (1991). Este cel mai cunoscut cercetător al grupului etnic al ceangăilor din Moldova, fiind supranumit „apostolul pribeag al ceangăilor”. A publicat mai multe izvoare și documente legate de istoria acestora dar și a culturii muzicale – vocale și instrumentale. De asemenea a studiat etnografia spirituală și materială, religiozitatea populară, etnografia socială și demografia istorică. Semnificativ a fost și rolul acestuia în organizarea culturii și educației în viața publică transilvană.
Fiul lui, Péter Domokos⁠(hu)[traduceți], a fost un lingvist și istoric literar al limbilor fino-ugrice, profesor de limbă și literatură maghiară la Departamentul fino-ugric al Universității de Stat din Leningrad.

## Biografie

### Primii ani
S-a născut în 28 iunie 1901 la Várdotfalva⁠(hu)[traduceți] (în română Vardotfalău, în prezent parte a cartierului Șumuleu Ciuc din periferia Miercurea Ciucului) într-o familie săracă de țărani. A absolvit clasele primare în satul natal iar ulterior gimnaziul romano-catolic din Miercurea Ciuc, unde a învățat limba latină și muzica. După absolvire a urmat studiile la școala normală de învățători din Șumuleu Ciuc. În timpul ofensivei Armatei României în Transilvania în 1916, al doilea an al școlii normale l-a urmat la Debrecen. A absolvit școala și a obținut diploma de dascăl și cantor în 1919. În satul natal a luat contact cu franciscanii ardeleni.
După absolvirea școlii normale a devenit învățător suplinitor la Cârța, fiind renumerat insuficient. Timp de un an a efectuat stagiul militar la Orăștie, iar după ce a învățat limba română la Craiova, a susținut și examenul pentru gradul de locotenent. După lăsarea la vatră, a obținut postul mai bine plătit de cantor al comunei Vulcan.

### Studenția și activitatea
S-a înscris la secția de matematică-fizică-chimie a institutului pedagogic din Budapesta, având specializarea secundară cântec-muzica. În capitala Ungariei și-a asigurat traiul prin meditații particulare a elevilor. În acești ani, a participat la viața organizatorică și culturală a tinerilor refugiați din Transilvania. Potrivit lui Vilmos Tánczos, sub aspectul formării sale concepțional-spirituale s-a dovedit a fi fundamentală influența Kodály-Bartók, care s-a reflectat în concertele acestuia pentru tineret, Psalmus Hungaricus prezentat în premieră în 1923 și altele.
După finalizarea studiilor, în 1926 s-a întors la Miercurea Ciuc, unde a ocupat un post de profesor la școala normală de învățători. Pe lângă activitatea profesorală, s-a străduit să familiarizeze intelectualii cu cultura populară locală, să obțină recunoașterea tradiției populare și în cultura înaltă: ca profesor a îmbrăcat costume populare, a organizat reuniunile numite balul țesăturilor, a asistat coruri de copii, a organizat concursuri de coruri și expoziții de artă populară, a publicat cântece și altele. Activitatea sa a incomodat autoritățile, urmând ca după trei ani de activitate la catedră să fie eliberat din funcție, cu motivarea că statul român nu acceptă diploma de profesor obținută în Regatul Ungariei.
Între anii 1930–1933, ca urmare a intervenției contelui Gusztáv Károly Majláth, cu funcția de episcop al Transilvaniei, a predat la școala normală de învățători, transferată la un moment dat la Târgu Secuiesc, iar după ce autoritățile i-au interzis definitiv munca la catedră, a fost timp de trei ani cantor în Joseni. În perioada petrecută la Miercurea Ciuc a organizat la 7 iunie 1931 la Șumuleu Ciuc, alături de alți intelectuali, prima ediție a manifestării numite „Ziua celor o mie fete secuience”, având drept scop păstrarea tradiției, devenind ulterior o sărbătoare anuală, reînființată după 1990. A contribuit activ la colecționarea fondului de la Muzeul Secuiesc al Ciucului, unde materialul de bază al muzeului a fost constituit din cele 140 obiecte de artă bisericească și etnografice expuse în 1930, cu ocazia pelerinajului de la Șumuleu Ciuc, de Asociația Muzeul Secuiesc al Ciucului, sub îndrumarea profesorilor Pál Péter Domokos și Géza Vámszer⁠(hu)[traduceți], a pictorului Imre Nagy, a dascălului Ferenc Gál și a altora.
În anul 1935 s-a căsătorit și în 1936 s-a mutat la Cluj, unde a condus secția de pedagogie a Statusului Romano-catolic, devenind mai apoi inspectorul școlar al episcopiei. După Dictatul de la Viena (1940) a fost consilierul Consulatului maghiar de la București, dar a demisionat din această funcție din cauza diferendelor în privința repatrierii secuilor din Bucovina, Domokos dezaprobând colonizarea lor în Bácska.
S-a întors la Cluj, unde a ocupat funcția de director al școlii normale de învățători. În septembrie 1944 s-a refugiat cu familia în Ungaria, iar bunurile lăsate la Cluj s-au pierdut. În Ungaria a devenit funcționar la Ministerul Educației, apoi la Ministerul Protecției Sociale, fiind învestit cu soluționarea problemelor apărute în urma războiului (situația invalizilor, a văduvelor și a orfanilor de război etc.), însă de Crăciunul anului 1949 a fost eliberat din funcție.
În 1950 și 1951 a lucrat ca fermier în localitatea Szárászpuszta din regiunea Dunántúl, pe moșia unei familii de șvabi colonizați, întreținându-și în acest fel familia numeroasă rămasă în capitala Ungariei. Între timp a cules materiale etnografice printre secuii din Bucovina și ceangăii din Moldova colonizați în regiunea Dunántúl, în localitățile Egyházaskozár, Mekényes și Szárászpuszta. După ce Serviciul Maghiar pentru Securitatea Statului (ÁVO) l-a persecutat sub acuzația uneltirii contra sistemului, fiindu-i confiscate pământurile, a lucrat ca muncitor necalificat la Csepel, pe un șantier de construcții, apoi a făcut măsurători în regiunea Marii Câmpii a Ungariei pentru lucrările de canalizare. A fost șomer în numeroase rânduri, iar familia lui a trăit în lipsuri. Mai târziu a obținut la Budapesta un post de profesor la o școală generală, apoi, din 1953 la școala generală de pe strada Viola, Liceul József Attila și Liceul Kaffka Margit, însă în 1961, când a împlinit 60 ani, a ieșit la pensie. După pensionare și până la moartea sa, survenită în 1992, a trăit la Budapesta și s-a dedicat activității științifice, sintetizând culegerile sale anterioare, datele arhivistice. Ultimul său domiciliu a fost marcat cu o placă comemorativă, cuprinzând un basorelief și o inscripție, așezată pe clădirea de pe Calea Budafoki numărul 10/C.

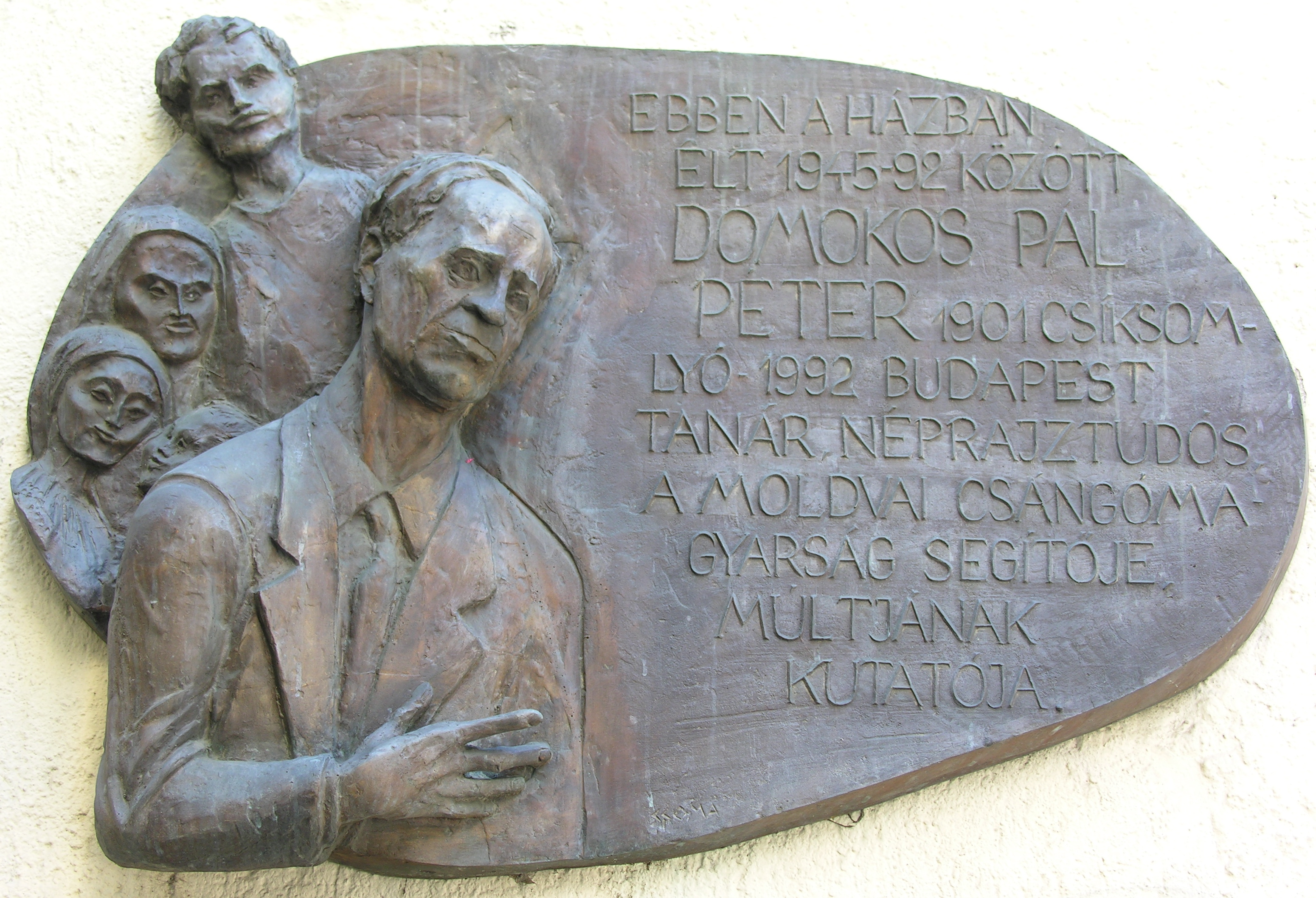
Placa memorială a lui Pál Péter Domokos din Calea Budafoki nr. 10/C, Sectorul XI din Budapesta, realizată de hu

De-a lungul timpului s-a ocupat de personalitățile marcante ale intelectualității romano-catolice maghiare din Transilvania. Astfel, în lucrarea „... édes hazámnak akartam szolgálni...” a realizat biografia preotului Ince János Petrás, culegător al folclorului ceangăilor din Moldova, unde a publicat scrisorile lui Petrás, tratatele acestuia despre ceangăii din Moldova, cel mai important fiind Feleletek („Răspunsuri”), apărut în 1841 ca răspuns la întrebările formulate de secretarul Academiei Maghiare de Științe Gábor Döbrentei⁠(hu)[traduceți], cântecele populare, ghicitori, date lingvistice, descrieri de obiceiuri și altele, precum și biografia preotului Ioan Caioni. Ca urmare a relației amicale și profesionale cu episcopul Áron Márton a scris monografia Rendületlenül... („Neclintit...”, Sândominic, 1989).
În contextul în care acesta era calificat ca profesor de muzică și cântec, și-a îndreptat interesul mai ales spre cântecele și muzicile populare. A avut relații profesionale cu etnomuzicologi contemporani cu el precum Bence Szabolcsi⁠(en)[traduceți], Béla Bartók, Zoltán Kodály, Constantin Brăiloiu și alții.
A descoperit mai multe culegeri de cântece în manuscris și le-a publicat, astfel în 1929 a prezentat în periodicele Zenei Szemle („Cronica Muzicală”) și Irodalomtörténeti Közlemények („Publicații de Istoria Literaturii”) culegerea de cântece romano-catolice din secolul al XVII-lea, devenită cunoscută sub numele de Csíkcsobotfalvi kézirat („Manuscrisul de la Cioboteni”), o  variantă presupusă premergătoare a culegerii Cantionale Catholicum (Șumuleu Ciuc, 1676) a lui Ioan Caioni. În același an a publicat un studiu în anuarul jubiliar al Muzeului Național Secuiesc intitulat A csíki énekeskönyvek („Cărțile de cântece din Ciuc”), în care a prezentat alături de manuscrisul de la Cioboteni și alte culegeri (codicele Benedek Jancsó, culegerea lui Farkas Mihál, codicele Bocskor și cartea cu cântece a lui János Baka). În lucrarea sa de 1 520 de pagini intitulată „... édes hazámnak akartam szolgálni...” („...dulcea mea patrie am vrut s-o slujesc...”, 1979) a republicat culegerea lui Ioan Caioni, unde a încercat să reconstruiască melodiile originale ale acesteia cu ajutorul notelor muzicale culese de el și a culegerilor populare, fiind necesar deoarece edițiile vechi ale Cantionale Catholicum (1676, 1719, 1806) nu au conținut note muzicale și s-au făcut doar referiri verbale la melodiile cântecelor populare religioase.
Domokos a publicat mai multe studii de etnomuzicologie în mai multe reviste de specialitate și culegeri, în care a prezentat și dansuri, probleme legate de ritm precum și sursele muzicii de dans instrumentale din secolul al XVIII-lea.

## Călătoria în Moldova

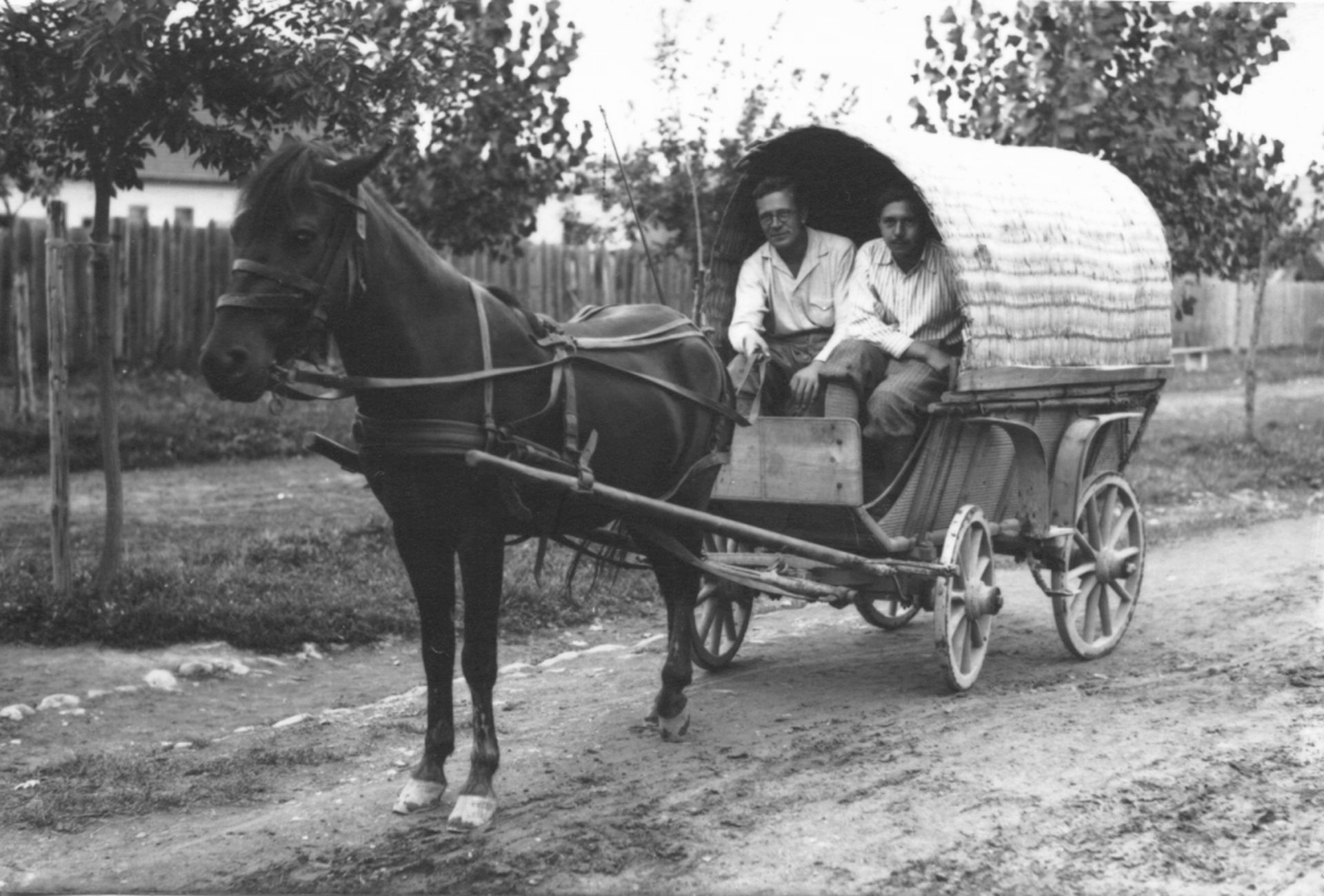
Pál Péter Domokos și însoțitorul lui, studentul la drept László Laczkó (1908–1944), deghizați ca vânzători de oale în Moldova (1931).

În același an cu încetarea activității la catedră, în 1929, a întreprins prima călătorie de culegere etnografică în rândul ceangăilor din regiunea Moldovei, parcurgând drumul pe jos și pe bicicletă, intrând în Moldova prin Valea Oituzului. Pentru a face rost de bani în scopul acoperirii costurilor călătoriei, a vândut mai multe bunuri Muzeului Național Secuiesc din Sfântu Gheorghe și a cerut ajutor pentru a cumpăra un fonograf și cilindri de ceară, însă muzeul nu avea fonduri. De asemenea, a învățat arta fotografiei de la fotograful clujean Ödön Éjszaki.
În 1931 a urmat cea de a doua expediție, tot prin Valea Oituzului, deghizat în vânzător de oale cu o căruță cu cai pentru a nu fi șicanat de autorități, luând atunci un fonograf și fiind însoțit de László Laczkó (n. 1908 în Brețcu), student la Facultatea de Drept a Universității Ferdinand din Cluj care aduna materiale pentru teza de doctorat numită A római katolikus egyház története Moldvában („Istoria Bisericii Romano-Catolice din Moldova”). Călătoria a fost sponsorizată de Academia Maghiară de Științe cu 500 penghei.
Un motiv care a stat la culegerea de folclor a fost lipsa de informații despre muzica populară maghiară din secolul al XVIII-lea, raportându-se la studiile de până atunci ale lui Szabolcs Bence, Zoltán Kodály și arhive din Transilvania. Obiectivul primei călătorii a fost culegerea cântecelor, melodiilor și baladelor populare, deoarece Moldova era în acea perioadă o regiune muzicală neexplorată încă. Totodată, a comparat cercetarea și arhivistica de până atunci cu experiența sa la fața locului. În prima expediție a notat de mână notele muzicale iar în a doua a utilizat fonograful, înregistrările fiind transcrise de Béla Bartók.
A publicat rezultatele cercetărilor din prima călătorie în volumul A moldvai magyarság (ediția I, Miercurea Ciuc, 1931, edițiile a II-a (1934), a III-a (1941) și a IV-a (1942).

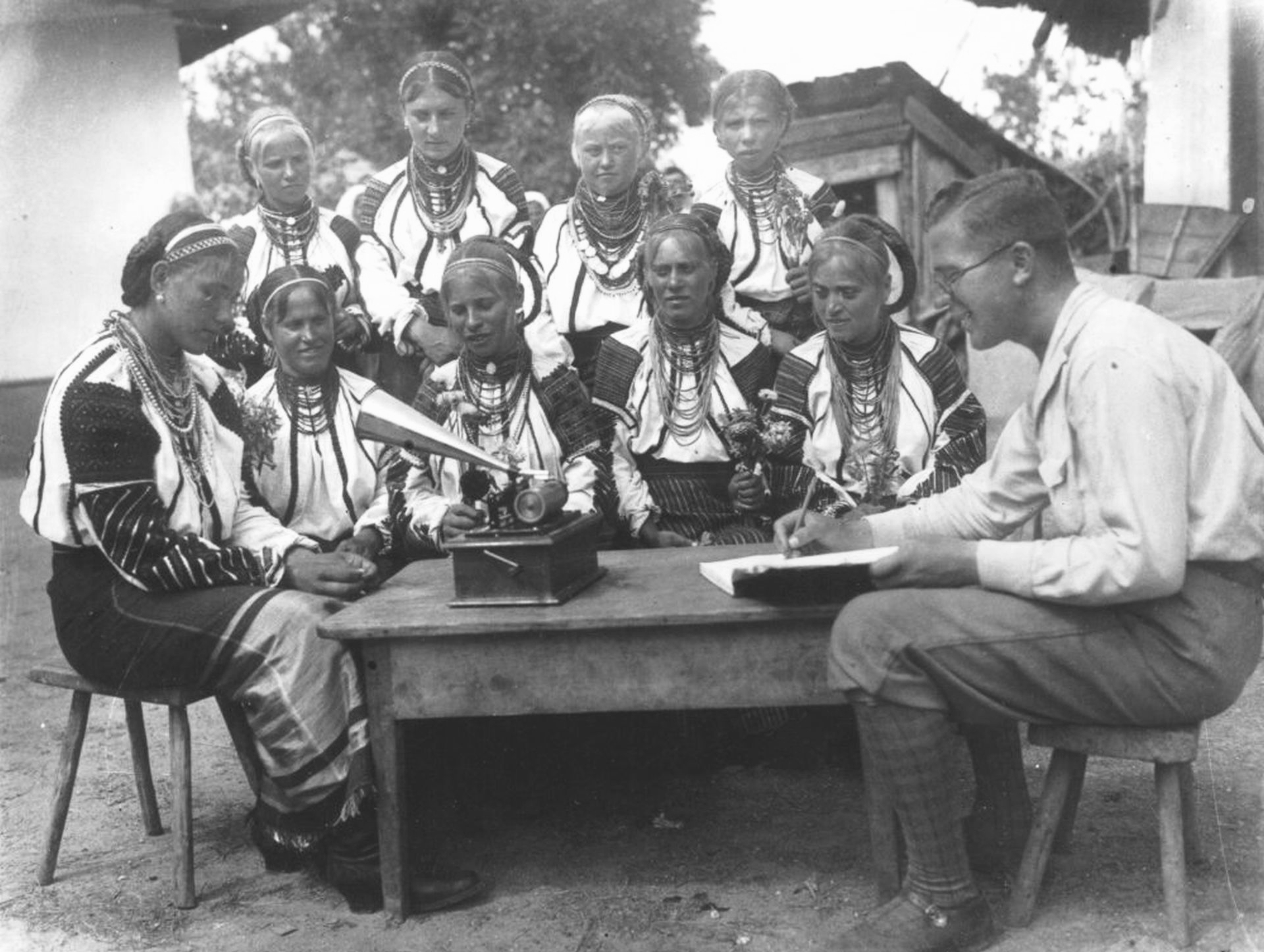
Pál Péter Domokos studiind cu ajutorul fonografului în 1931 o comunitate ceangăiască din Galbeni, Bacău

- Pentru prima ediție, privată,[6] în ciuda recomandării lui Béla Bartók, nu a găsit un editor,[7] însă a reușit să o tipărească la Șumuleu în 500 de exemplare la tipografia lui Ferenc Péter, Domokos ocupându-se și de difuzarea ei.[6]
- A doua ediție, tot privată, a fost realizată în 1 000 de exemplare în anul 1934 la Cluj, la Casa de Editură și Tipografie „Gloria”, cartea fiind revăzută și adăugită, purtând subtitlul A csángómagyarok multja és jelene. Hatvannyolc csángómagyar népdal („Trecutul și prezentul maghiarilor ceangăi. Șaizeci și opt de cântece populare ale maghiarilor ceangăi”).[6]
- A treia și a patra ediție, identice între ele, cu completări semnificative, au apărut tot la Cluj[11] în 1941 și respectiv 1942[6] la aceeași editură cu ediția precedentă, cu subtitlul schimbat: A moldvai magyarság multja és jelene. Százhúsz csángómagyar népdal („Trecutul și prezentul maghiarimii din Moldova. O sută douăzeci cântece populare ale maghiarilor ceangăi”).[6]
- A cincea ediție[11] a fost publicată în 1987 la Editura Magvető din Budapesta[6] și cuprinde 120 de balade și cântece populare ceangăiești, cu 89 de melodii, extinzând teritoriul celor patru dialecte muzicale maghiare definite anterior[6] de Béla Bartók[12] (Câmpia Ungariei, Dunántúl, Ungaria de Nord și Ardeal)[6] la un al cincilea dialect, cuprins între Carpații Orientali până în satul Găiceana.[11][13] Concepția a fost ulterior acceptată și confirmată cu argumente de către János Jagamas⁠(hu)[traduceți].[6] Această ediție stă la baza celei de a șasea, publicată în 2001 la Editura „Fekete Sas” din Budapesta, fiind completată cu fotografii și date etnografice provenite din moștenirea literară a autorului decedat în 1992.[6]

A mai publicat jurnalul contelui József Teleki (Úti jegyzetek, 1937), Codex Bandinus tradus în limba maghiară (Adalékok Moldva történetéhez, 1940) și Moldvai csángó mese és négy csángómagyar ének (1942), ultima completând scrierile sale despre folclor.
Acesta a utilizat pseudonimele literare Áron Páldeák și Ádám Gernyeszeghy.
| “                                | A vizitat satele moldovenești în maniera unui adevărat pribeag și a adunat materialul social și etnografic despre maghiarii care locuiesc acolo. | ” |
| — Attila T. Szabó⁠(hu)[traduceți] | |   |

Lucrarea A moldvai magyarság s-a constituit ca monografie a problematicii ceangăilor din Moldova, tratată sub aspecte complexe. Aceasta conține studii de sinteză despre istoria maghiarimii din Moldova, date din istoria localităților, unde autorul a publicat în traducere maghiară mai multe documente cu valoare de sursă istorică din secolele XIII–XIX, precum relatări ale unor misionari, a prezentat datele demografice ale ceangăilor potrivit recensământului populației României din 1930, defalcate pe sate. În capitolul Moldvai útjaim („Drumurile mele prin Moldova”) autorul a povestit despre expedițiile sale de culegere întreprinse în anii 1929 și 1931 și a publicat datele etnografice consemnate. La finalul cărții se găsesc descrierile detaliate ale unor fenomene etnografice ca viflaimul și obiceiurile mortuare împreună cu date istorice despre perioada 1849 de la Onești, cultivarea cânepei și denumirile părților componente ale căruțelor și plugurilor în Galbeni, nunta și pescuitul, costumele bărbătești și feminine în Grozești, legenda îmbogățirii familiei Fodor din Valea Mare, circumstanțele nașterii baladei lui János Bilibók în Lespezi, istoricul prelucrării cânepei și denumiri de componente de căruță din Săbăoani și altele.

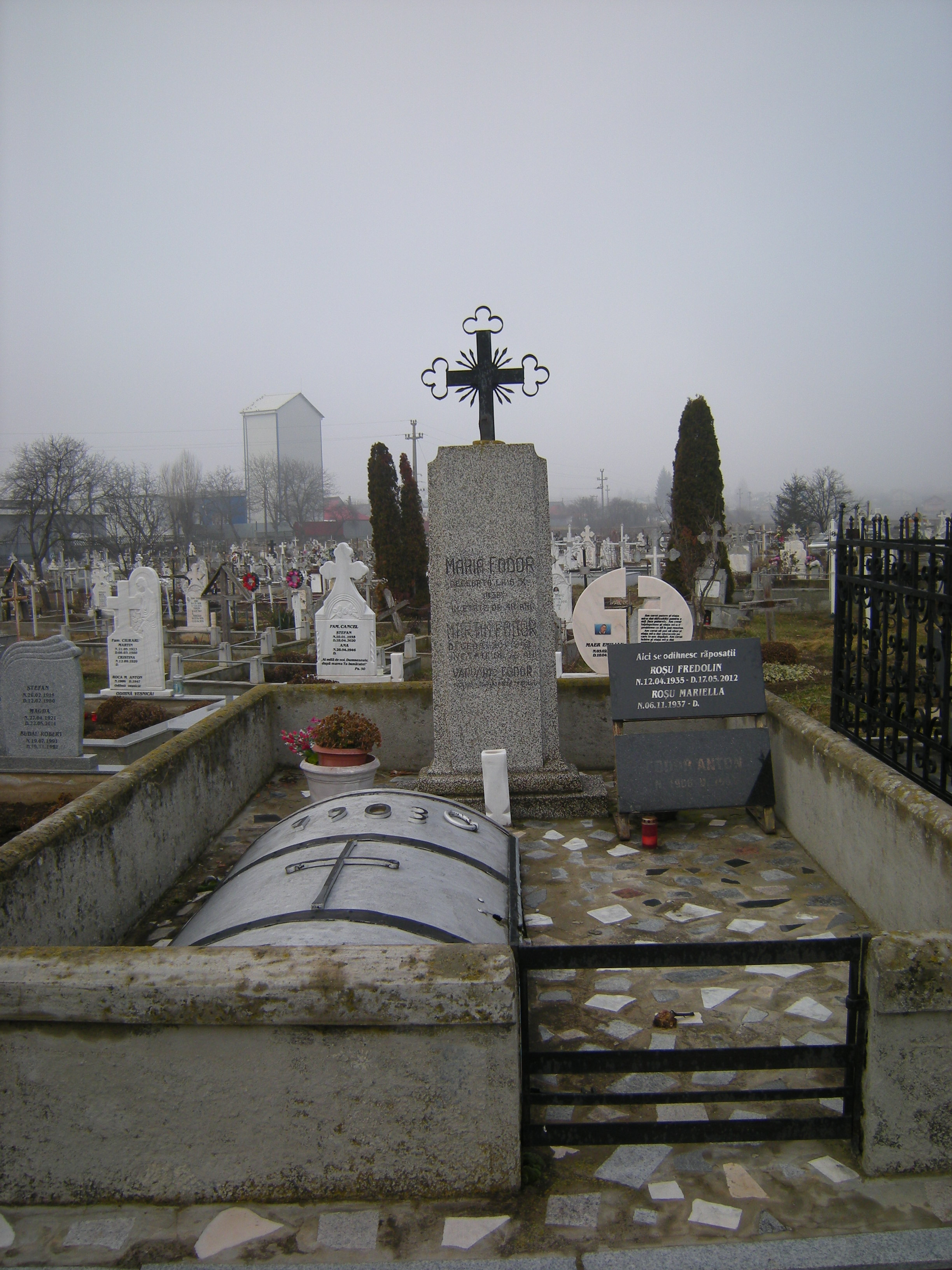
Mormântul familiei Fodor din cimitirul din Valea Mare

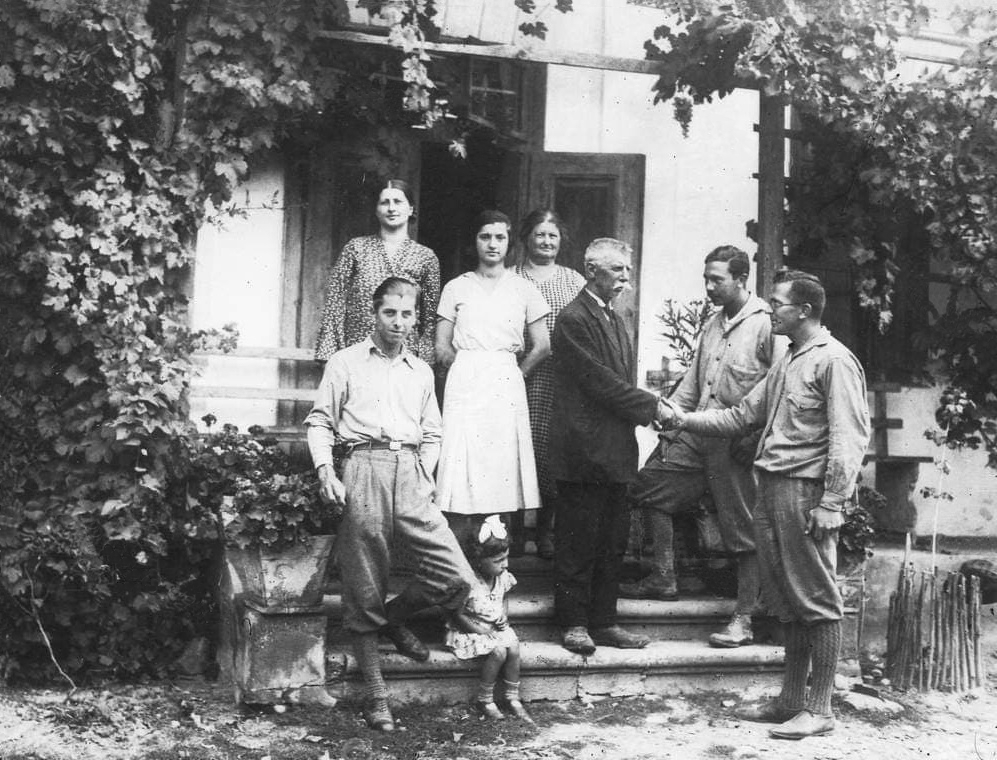
Pál Péter Domokos și László Laczkó la familia lui Antal Martinás (sau Antal Mărtinaș) din Săbăoani, 1931.

În activitatea de cercetare s-a bazat și pe contribuția cantorilor de limbă maghiară din sate, numiți deák, care țineau locul preoților de limbă străină și distanți față de comunități. Cantorii au fost în cele din urmă interziși de biserica catolică din Moldova. Dintre cei mai cunoscuți și respectați local au fost Sándor Bertalan din Onești, István Antal din Vizantea Mănăstirească, Márton Róka din Faraoani, „Baka bácsi” din Gioseni, József Bártis din Pustiana și Lajos Jancsó din Tețcani. De asemenea, a intrat în contact cu personalități din rândul populației precum preotul minorit Péter (Petru) Neumann din Valea Seacă, care în postura de etnic german învățase limba maghiară și care a aflat împrejurările morții lui Ince János Petrás; despre Neumann, Domokos a relatat că „devenise un adevărat sfânt în viață”, care avusese grijă timp de 40 de ani de podgoriile parohiei din Valea Seacă iar conducătorii episcopiei l-au înlocuit cu un preot care nu cunoștea limba maghiară, motiv pentru care credincioșii au continuat să îi se adreseze acasă cu problemele de zi cu zi, urmând și interzicerea acestui lucru. În prima ediție a cărții A moldvai magyarság (1931) a fost publicată reacția virulentă a lui Neumann: „Diese Romanisierung, die hier katolishen Priester gemacht haben, schreit zum Himmel!” („Această românizare pe care au făcut-o aici preoții catolici e strigătoare la cer!”). Cercetătorul a avut o relație de prietenie cu preotul cărturar Ioan Ferenț mutat la Butea (în opinia lui Péter Halász acesta fiind mutat disciplinar în localitate), cartea lui Ferenț intitulată Cumanii și episcopia lor a fost ulterior tradusă în limba maghiară de însuși Domokos.
În contextul în care documente scrise în limba maghiară erau rare la acel moment în Moldova, a rezultat în considerarea oricărui fragment găsit ca fiind o sursă lingvistică utilă, în această categorie intrând o carte de rugăciuni din 1671 de la Faraoani, niște cântece (întâlnite până atunci doar ca text în Cantionale Catholicum) în același sat. A fotografiat un decret afișat la poarta primăriei Ferdinand unde se interzicea folosirea limbii maghiare în locuri publice, inclusiv în bisericile catolice, dar și pietre funerare cu inscripții maghiare.
Pe partea de istorie, în cartea A moldvai magyarság a urmărit evoluția populației între secolele XIII–XIX, începând de la primele colonizări.
Domokos a fost revoltat de politica dusă de statul român în privința ceangăilor, prin care după recensământul din 1930 unde peste 30 000 de persoane erau încă asumate, li s-a negat ulterior propria existență și s-a ajuns până la considerarea acestora ca fiind de etnie română, după completarea lui Péter Halász, ceangăii maghiari fiind mințiți cu un trecut care le este oricum destinat. Domokos a mai observat că politica de lungă durată din Moldova se extindea peste toată Transilvania. Acesta a amintit cazul lui preot de origine italiană din Faraoani care nu căsătorea cuplurile care nu știau limba română și a interzis cântecele în limba maghiară. Reacția în general a lui Domokos: „A fost amar să mă gândesc că există astăzi oameni care, sub masca catolicismului, predică iubirea creștină față de oameni, ucid suflete și practică fără să clipească această politică cea mai teribilă!”.
Domokos, observând cultura arhaică a acestora în materie de limbă, religie și muzică, a considerat cea mai valoroasă cultură maghiară a cărei explorare și prezentare este foarte importantă maghiarilor în general, dar și pentru internațional. Astfel a putut culege din rândul ceangăilor melodii populare maghiare (laice și bisericești) din secolele XVII–XIX, necunoscute în interiorul Arcului Carpatic, existând până atunci doar cântece scrise dar fără melodii. Performanța lui Domokos reiese și în comparație cu activitatea anterioară a lui Ince János Petrás din Cleja care a cules și trimis lui János Erdélyi⁠(hu)[traduceți] și János Kriza⁠(hu)[traduceți] în 1843 cântece populare, dar care niciunul nu a mai publicat și melodiile aferente.
Plusvaloarea culturii rezultă și din neafectarea limbii materne arhaice de vreo formă de învățământ de masă, cu excepția perioadei anilor 1950, și din lipsa slujbelor în limba maghiară începând cu înființarea Episcopiei Romano-Catolice de Iași. Pe de altă parte, potrivit lui Péter Halász, cu câteva excepții, în ultima jumătate de secol s-a remarcat o autodistrugere a culturii prin refuzul de a prelua și transmite mai departe moștenirea spirituală a înaintașilor întrucât au fost făcuți să creadă că aceasta nu are nicio valoare. Însă, în prima jumătate a secolului al XX-lea Domokos a mai putut găsi intactă cultura ceangăiască. În urma acestuia au venit Sándor Veress⁠(en)[traduceți] (în 1930), ulterior Gábor Lükő⁠(hu)[traduceți] și Péter Bállá, ca în anii 1950 mai mulți folcloriști și lingviști să se ocupe în continuare de cercetare. Astfel, Béla Bartók a scris la 25 ianuarie 1930, după ce publicase rezultatele primei călătorii a lui Domokos din 1929 unde fuseseră indexate 68 de cântece populare și 86 de versuri, că: „După părerea mea, colecția de cântece populare moldovenești ceangăiești a profesorului Domokos Pál Péter este atât de valoroasă încât publicarea ei este importantă din punct de vedere științific...”.
Activitatea acestuia a fost considerată una de pionierat în ceangăime, dar au existat și alte precedente precum administratorul apostolic Marco Bandini, preotul refugiat din timpul migrației secuilor în Moldova Péter Zöld, preotul franciscan Elek Gegő⁠(hu)[traduceți], delegația bisericească trimisă în Moldova în numele Societății „Szent László” compusă din Veszely, Imets și Kovács, numai că Domokos știa dinainte ce să caute, ce avea să găsească și ce nu.
Péter Pál Domokos a vizitat peste cincizeci de așezări într-o călătorie de jumătate de an. Traseul nu a putut fi reconstituit în ordinea calendaristică vizitelor, ci doar în ordine obișnuită, alfabetică: 1. Târgu Ocna (în maghiară Aknavásár), 2. Bacău (Bákó), 3. Berindești (Berendest), 4. Valea Seacă (Bogdánfalva), 5. Bahna (Bohána), 6. Bârgăuani (Borgován), 7. Bráza, 8. Butea, 9. Ciucani (Csík), 10. Cioburciu (Csöbörcsök), Tuta (Diószeg), 12. Gioseni (Diószén), 13. Ferdinand (Ferdinánd), 14. Faraoani (Forrófalva), 15. Grozești (Gorzafalva), 16. Gutinaș (Gutinás), 17. Gherăești (Gyéres), 18. Horlești (Horlest), 19. Iași (Jászvásár), 20. Iugani (Jugán), 21. Capăta (Kápota), 22. Tețcani (Kickófalva), 23. Cleja (Klézse), 24. Corhana (Korhána), 25. Fundu Răcăciuni (Felső-/Külsőrekecsin), 26. Vladnic (Lábnik), 27. Lespezi (Lészped), 28. Luizi-Călugăra (Lujzikalagar), 29. Unguri (Magyarfalu), 30. Mărgineni (Mardzsinén), 31. Lărguța (Máriafalva), 32. Valea Mare (Nagypatak), 33. Onești (Onyest), 34. Chetriș (Petris/Ketrest), 35. Ploscuțeni (Ploszkucén), 36. Prăjești (Prezest), 37. Pustiana (Pusztina), 38. Răducăneni (Radukanén), 39. Săbăoani (Szabófalva), 40. Sărata (Szeráta), 41. Valea Seacă (Szárazpatak), 42. Secătura (Szekatúra), 43. Nicorești (Szitás), 44. Pârgărești (Szöllőhegy), 45. Talpa (Talpa), 46. Tamași (Tamás), 47. Târgu Trotuș (Tatros), 48. Traian (Traján), 49. Galbeni (Trunk), 50. Satu Nou (Újfalu), 51. Valén, 52. Vizantea Mănăstirească.
În 1938, în contextul Congresului Euharistic⁠(en)[traduceți] organizat la Budapesta, Domokos a însoțit două familii din Galbeni, Bacău ale căror melodii populare au fost înregistrate pe discuri de gramofon sub îndrumarea lui Béla Bartók în studioul Magyar Rádió⁠(en)[traduceți]. Melodiile au fost publicate de către Bence Szabolcsi⁠(en)[traduceți], László Lajtha⁠(en)[traduceți], Sándor Veress⁠(en)[traduceți], Péter Balla în seria „Pátria lemezek”.
Rezultatele culegerii în teren din rândul ceangăilor din Moldova și secuilor din Bucovina, colonizați în regiunea Dunántúl, au fost publicate în trei volume (1956, 1961, 1991) ale lucrării intitulate Csángó népzene („Muzica populară a ceangăilor”), unde melodiile au fost notate de Benjamin Rajeczky⁠(hu)[traduceți] iar la editarea volumelor au colaborat și Mária Domokos și Katalin Paksa.

## Lucrări

Coperta cărții A moldvai magyarság („Maghiarimea din Moldova”), ediția din 1931

- A Csíkcsobotfalvi Kájoni Kézirat în Zenei Szemle, 1929, pp. 25-30, publicat și în Irodalomtörténeti Közlemények, 1929, pp. 209-214
- A csíki énekeskönyvek în Csutak Vilmos (coordonator), Emlékkönyv a Székely Nemzeti Múzeum ötvenéves jubileumára, Sepsiszentgyörgy, 1929, pp. 102-112
- A moldvai magyarság, ediția I, Csíksomlyó, 1931; ediția a II-a adăugită la Cluj, 1934; a III-a la Cluj, 1941, a IV-a la Cluj, 1942; a V-a revizuită la Budapesta, 1987; a VI-a la Budapesta, 2001
- A „tekenyőgordon” în Ethnographia XLV, 1934, pp. 184-185
- A moldvai magyarság történeti számadatai în Hitel, 1938, pp. 295-308, reeditare aidoma în Honismeret XIV, 1986, nr. 3, pp. 16-22
- Adalékok Moldva történetéhez, Cluj-Kolozsvár, 1940
- Mert akkor az idő napkeletre fordul. Ötven csángómagyar népdal, Cluj-Kolozsvár, 1940
- Rezeda. 96 csángómagyar népdal („Rezedă. 96 de cântece populare ceangăiești”), Budapest, 1953
- Csángó népzene, volumele I-III, Budapest, 1956, 1961, 1991, coautor Benjamin Rajeczky⁠(hu)[traduceți]
- Szó- és szólásmagyarázatok. Pogocsál în Magyar Nyelv LV, 1959, pp. 244-249
- Júlia szép leány. Ballada-monográfia în Ethnographia LXX, 1959, nr. 1-3, pp. 13-60
- Szültü în Ethnographia LXXIV, 1963, pp. 278-282
- Dramatizált „Credo” a XV. század első negyedében în Filológiai Közlöny X, 1964, 123-131
- Dies concussionis ovorum în Ethnographia LXXXV, 1974, nr. 2-3, pp. 384-389
- Hangszeres magyar zene a XVIII. században („Muzica instrumentală maghiară din secolul al XVIII-lea”), Budapest, 1978
- „...édes Hazámnak akartam szolgálni...” Kájoni János: Cantionale Catholicum. Petrás Incze János: Tudósítások, Szent István Társulat, Budapest, 1979
- Bartók Béla kapcsolata a moldvai csángó magyarokkal. Népdalok, népmesék, népszokások, eredetmondák a magyar nyelvterület legkeletibb részéről, Szent István Társulat, Budapest, 1981
- A kunok és püspökségük (traducere după „Cumanii și episcopia lor” a lui Ioan Ferenț), Szent István Társulat, Budapest, 1981
- Az én Erdélyem. Domokos Pál Péter elmondja életét Balogh Júliának, Vita Kiadó, Budapest, 1988
- Rendületlenül. Márton Áron, Erdély püspöke, Szeged, 1989
- A moreszka Európában és a magyar nép hagyományaiban în Múltbanéző, Magvető Kiadó, Budapest, 1990, pp. 237-321
- Moldvai útjaim („Drumurile mele moldave”), ediție bilingvă maghiaro-română, Hargita Kiadóhivatal, 2005, ISBN: 9789738687653

## Distincții

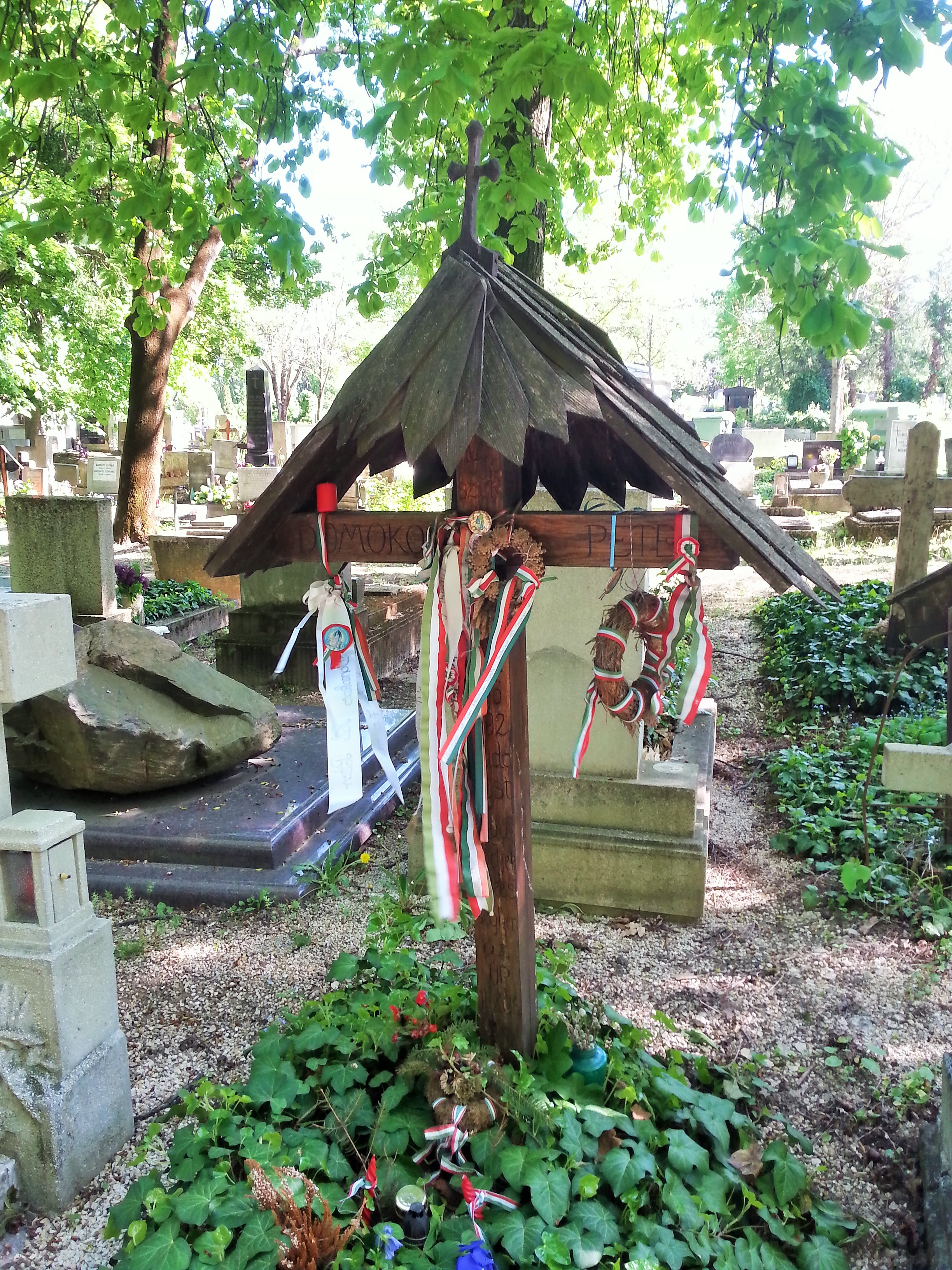
Mormântul lui Pál Péter Domokos în hu din Budapesta

În ultimii ani de viață a primit mai multe premii și distincții importante:
- Premiul Bethlen Gábor (1986);
- Premiul Széchenyi (1991);
- Crucea de Aur pentru Merit a Republicii Ungaria (1991).

După moarte i-au fost acordate premiile postume:
- Premiul pentru Patrimoniul Național Maghiar (2002);
- Premiul pentru Arta Maghiară (2006).